# Vino de España

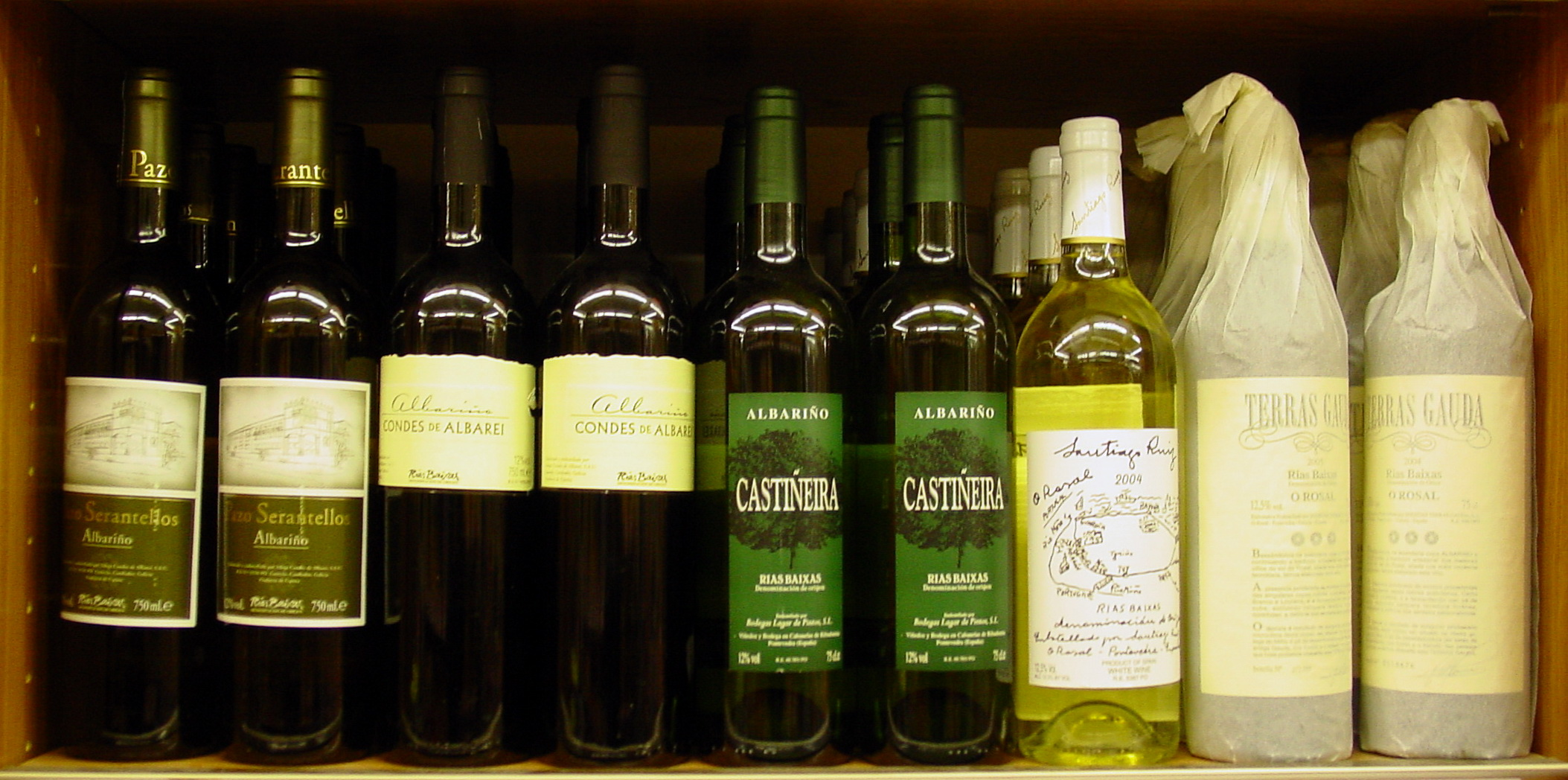
Vinos gallego

Situada al suroeste de Europa, España cuenta con 945 565 hectáreas de viñedos, lo que la convierte en el país con la mayor extensión cultivada de viñas del mundo —más de un 15% del total mundial— y es la tercera en cuanto a producción (37,8 millones de hectolitros), por detrás de Italia (48,8 mill. hl) y Francia (41,9 mill. hl), y por delante de la de Estados Unidos (22,5 mill. hl).

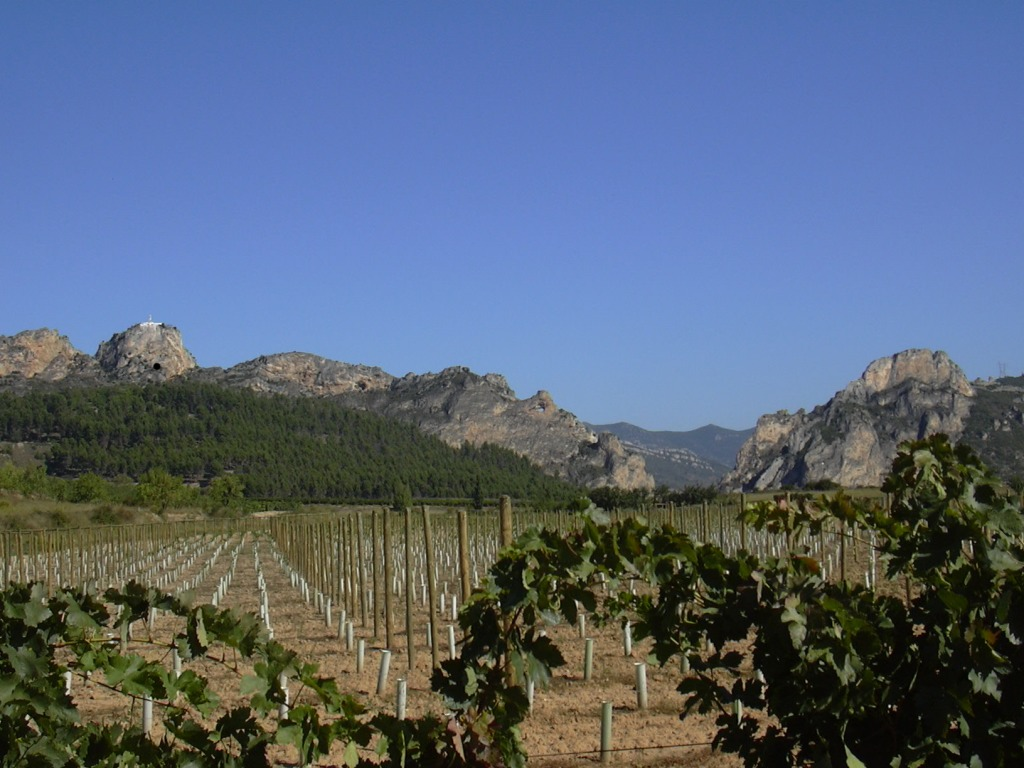
Viñedo Conchas de Haro, La Rioja.

Esto se debe, en parte, a la baja densidad de los viñedos en el clima seco y suelo infértil de muchas regiones vinícolas españolas. Los españoles beben solo una media de 21 litros de vino al año por persona, una cifra mucho menor que en países similares y que contrasta con la producción y tradición vinícola del país.
Las variedades nativas de uva española son abundantes, con más de 600 variedades nativas plantadas por todo el país, aunque aproximadamente el 80% del vino producido a nivel nacional se elabora con solo unas 20 variedades, entre las que destacan; Tempranillo, Albariño, Garnacha, Palomino, Airén, Macabeo, Parellada, Charelo, Cariñena y Monastrell.
Algunas de las zonas vinícolas más conocidas internacionalmente son Rioja, Ribera del Duero, famosa por su producción de Tempranillo; el Marco de Jerez, por sus vinos fortificados; Rueda, por sus vinos blancos de Verdejo; Panadés, por la producción de cava; y Priorato.

## Cultura vinícola en España

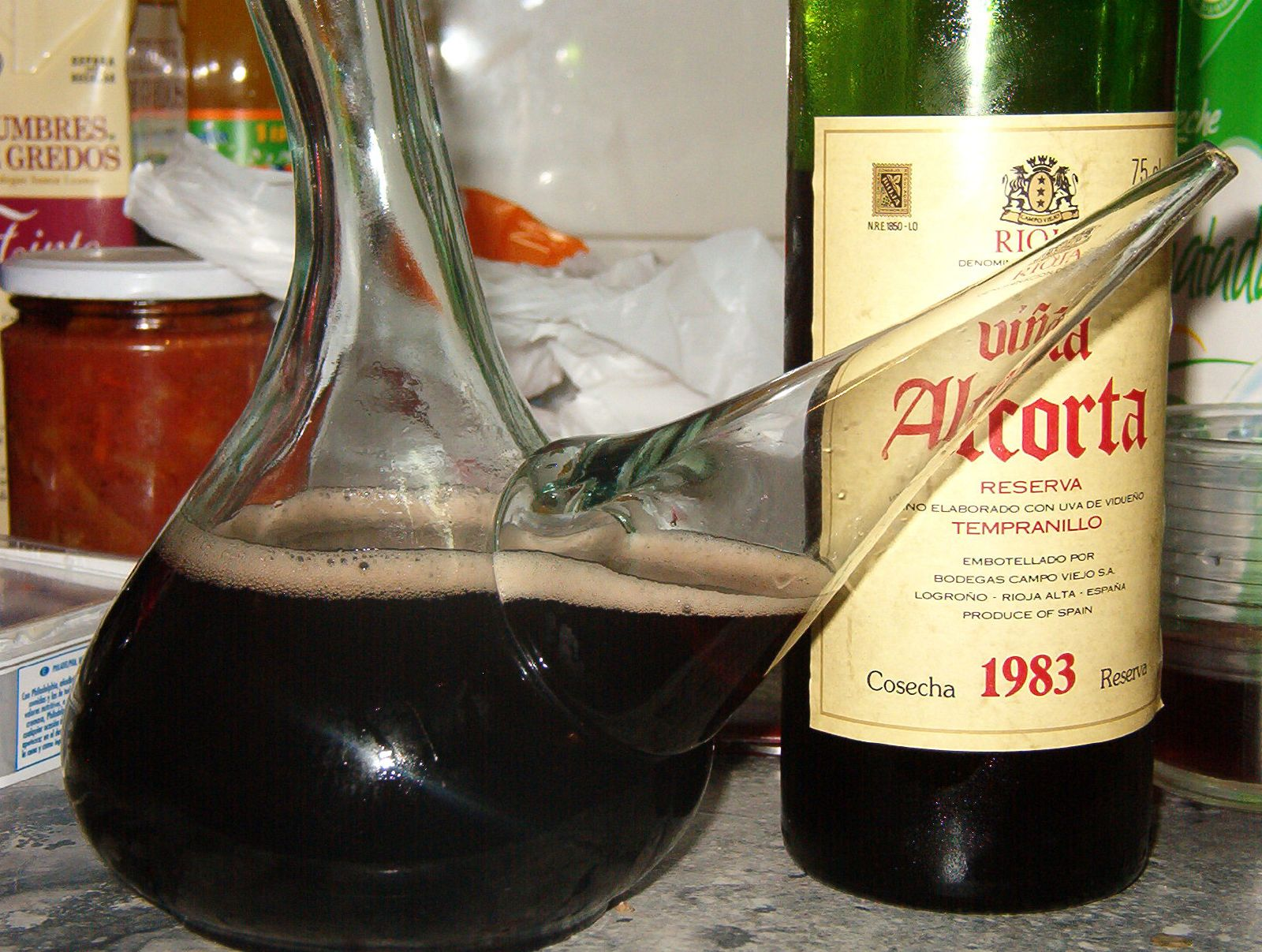
Porrón para vino

Con el nombre de vino español se designa tanto el producto como el acto social que acompaña a inauguraciones o eventos similares e incluye un brindis. Es una costumbre social muy extendida la de tomar vinos acompañados de tapas en bares o tabernas. Según el recipiente utilizado y la mayor o menor cantidad servida, se denominan vasos, copas, tazas, cañas, cortos, chatos o txikitos (esta última expresión propia del País Vasco —léase chiquitos—; hay una gran variedad de denominaciones locales). Antiguamente el vino se medía en la taberna, habitualmente en un cuartillo si se iba a consumir en el local, o en medidas mayores (azumbre de cuatro cuartillos) si se iba a compartir entre varios bebedores o se compraba para llevar a casa. El vino se conservaba en barricas, pellejos, botas, barriles o cántaras, presentes en la misma taberna. Desde la segunda mitad del siglo XX lo más común es servirlo desde botellas (la medida más habitual es 750 ml). En Cataluña y otras zonas era habitual el uso del porrón.

Si es o no invención moderna,
vive Dios que no lo sé,
pero delicada fue
la invención de la taberna.

Porque allí llego sediento,
pido vino de lo nuevo,
mídenlo, dánmelo, bebo,
págolo y voyme contento.
Baltasar del Alcázar, Cena jocosa (finales del siglo XVI)

## Historia
La abundancia de variedades viníferas nativas en la península ibérica posibilitó el comienzo temprano de la viticultura. Algunos arqueólogos creen que estas uvas fueron cultivadas por primera vez entre el año 4000 y 3000 ac, mucho antes de que los fenicios fundaran la ciudad de Cádiz hacia el año 1100 ac. De hecho, existen restos de una bodega datados en el siglo III a. C. Tras los fenicios, los griegos y los cartagineses introdujeron nuevos avances en el cultivo de la vid, incluidas las enseñanzas del viticultor Mago Las guerras púnicas entre Cartago y la emergente República de Roma provocarían la conquista romana de la península, a la que llamaron Hispania.

### Del dominio romano a la Reconquista
Durante el dominio romano el vino español fue comercializado en el Imperio y exportado extensamente. Las dos mayores regiones productoras de vino de aquella época fueron la Tarraconensis, en el norte, y la Baetica, en el sur. Durante este período se exportaba a la Galia más vino español que italiano, como atestiguan las ánforas encontradas en ruinas de asentamientos romanos en Normandía, el valle del Loira, Bretaña, Provenza y Burdeos. La necesidad de abastecer al vasto imperio y sus legiones contribuyó a intensificar el ya notable tráfico comercial que habían alcanzado los vinos españoles. La calidad de vino español durante los tiempos romanos fue variada. Plinio el Viejo y Marcial constataron la alta calidad de algunos vinos de la Tarraconensis mientras que Ovidio nota que un vino español muy popular vendido en Roma, conocido como Saguntum, solo servía para emborrachar (Ars amatoria 3.645-6).

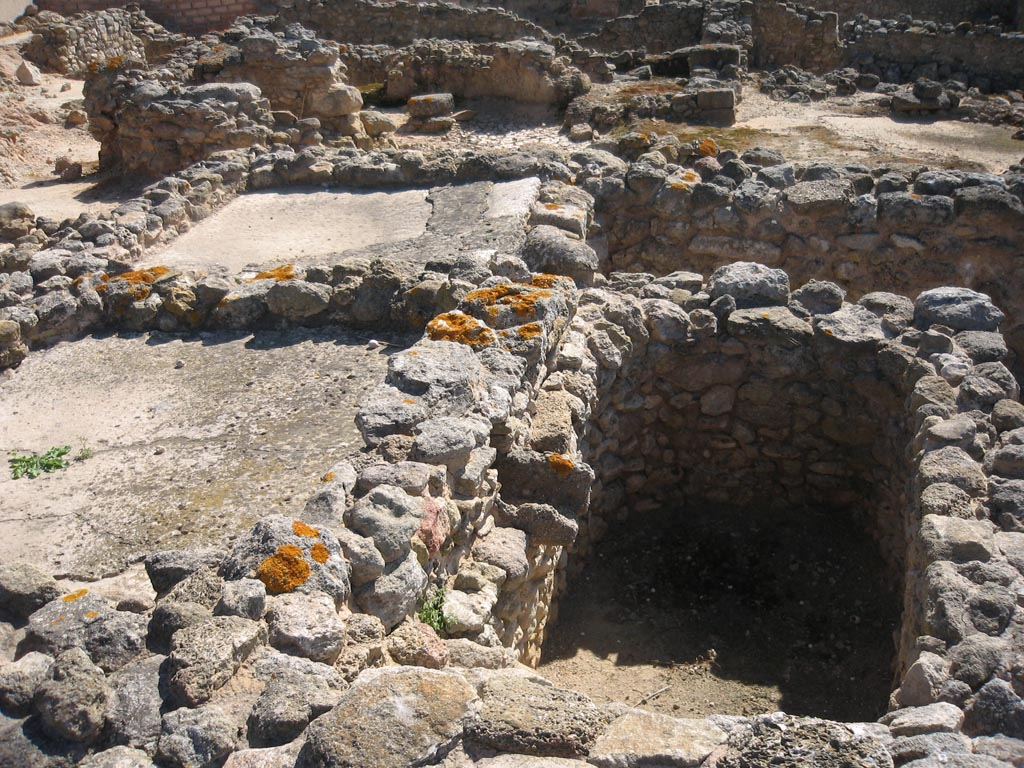
Lagar del, El Puerto de Santa María.

Tras el declive del Imperio romano, Hispania fue invadida por hordas germánicas que destruyeron muchas plantaciones de vid. Poco se sabe sobre el progreso de la viticultura y la vinificación durante este período pero parece evidente que existió algún tipo de industria vinícola cuando los árabes ocupan la península a principios del siglo VIII. Aunque los árabes eran musulmanes y estaban sujetos a leyes coránicas que prohíben el uso de alcohol, el cultivo de la vid continuó e, incluso, mejoró durante el periodo de dominación musulmana. Los gobernantes moriscos tuvieron una postura ambigua hacia el vino. Varios califas y emires poseyeron viñedos y bebían vino y aunque hubo leyes escritas que proscribían la venta de vino, las dinastías más liberales permitieron a los cristianos continuar con el cultivo de sus viñedos y la elaboración del vino, sobre todo en los monasterios.
Con la Reconquista se volvió a abrir la posibilidad de exportar vino español. Bilbao surgió como un gran puerto comercial, a través del cual se introducían vinos españoles en los mercados ingleses de Bristol, Londres y Southampton. La calidad de algunos de estos vinos exportados parece haber sido alta. En 1364, el tribunal de Eduardo III estableció el precio máximo del vino vendido en Inglaterra, siendo los vinos españoles valorados al mismo nivel que los vinos de Gascuña y más altos que los de La Rochelle. El alto contenido de alcohol de la mayoría de los vinos españoles favorecía su mezcla con vinos más «débiles» de las regiones de clima más fresco de Francia y Alemania, aunque hubo leyes que proscribieron explícitamente esta práctica.

### La colonización del Nuevo Mundo
Esto abrió un nuevo mercado para la exportación así como nuevas oportunidades para la producción de vino. Los misioneros y conquistadores españoles llevaron las vid europeas a las nuevas tierras.
La piratería inglesa, aunque perjudicial para los intereses de los comerciantes de vinos españoles, fue un factor importante en la difusión del vino español en Inglaterra. En el saqueo de Cádiz de 1587, Martin Frobisher, de la flota de Francis Drake, llevó consigo como botín 3000 botas de jerez. En 1596 Cádiz volvió a ser saqueada, esta vez por la escuadra anglo-holandesa del II Conde de Essex, a quien Isabel I de Inglaterra recomendaría el jerez como «el vino ideal». En 1625 Lord Wimbledon intentó un nuevo ataque a Cádiz que no tuvo éxito. El jerez, conocido en Inglaterra como sherry (nombre derivado del árabe Šeriš), gozó allí de gran popularidad como demuestra su presencia en la mesa de Jacobo I y las frecuentes alusiones a él que William Shakespeare hace en sus obras; entre otras, en Noche de reyes, Las alegres comadres de Windsor, Ricardo III, Enrique VI y Enrique IV.
Los constantes conflictos con Inglaterra debilitaron a la marina española y contribuyeron al incremento de la deuda del país ocurrida durante el reinado de Felipe II. España pasó a ser más dependiente de los ingresos de sus colonias, incluida la exportación de vino a las Américas. El surgimiento de industrias de vino en México, Perú, Chile y Argentina fue percibido como una amenaza a estos ingresos por Felipe III, quien en 1595 frenó mediante decreto la expansión de viñedos en el Virreinato del Perú, aunque esta prohibición fue ignorada en cierta medida.

### De la filoxera a la Guerra Civil

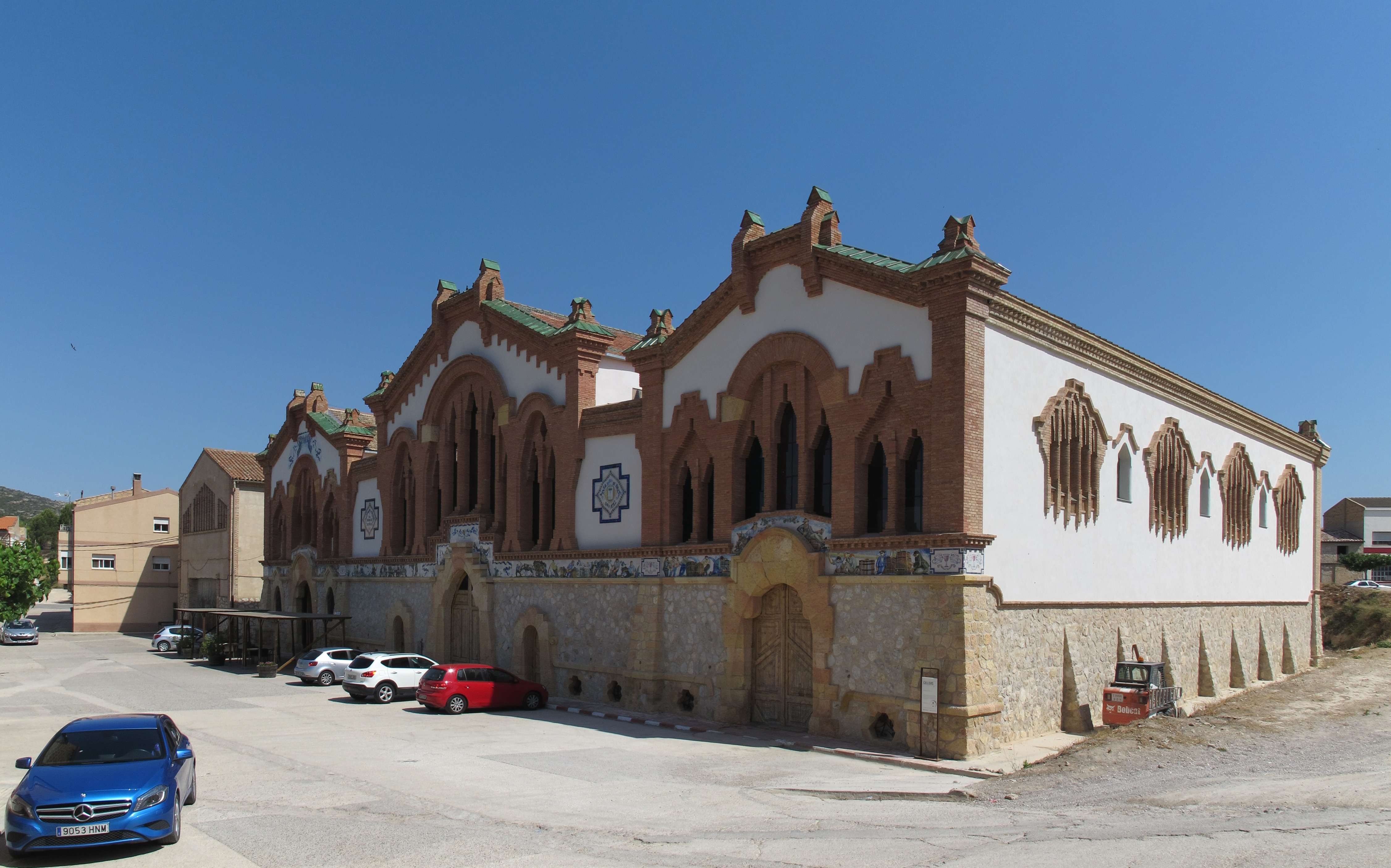
Bodega Pinell de Brai

Los siglos XVII y XVIII fueron épocas de popularidad para varios vinos españoles, especialmente para el jerez, el málaga y el rioja, pero más adelante la industria vinícola española perdió competitividad ante otros países productores que abrazaron más temprano la Revolución industrial.
Un momento decisivo ocurrió a mediados del siglo XIX, cuando la epidemia de la filoxera arrasó los viñedos europeos, en especial los franceses. La escasez repentina de vino francés contribuyó a consolidar la vinicultura en España. Algunos vinicultores franceses cruzaron los Pirineos a La Rioja, Navarra y Cataluña, trayendo consigo sus variedades de uva, maquinaria y métodos, entre los que destacaban la disposición de las cepas, el control de la fermentación o el sulfitado. Algunas de las plantaciones de Cabernet Sauvignon y Merlot existentes en la actualidad en La Rioja y Ribera del Duero proceden de este tiempo.
La filoxera alcanzó finalmente España, devastando regiones como Málaga en 1878 y alcanzando a La Rioja en 1901. El avance lento de la epidemia se debió en parte a las grandes distancias que separaban unas regiones vinícolas de otras y a accidentes geográficos como la Meseta Central. Cuando la industria española sentía con más fuerza a la filoxera, el remedio de injertar rizoma norteamericano a las vides europeas ya había sido descubierto y utilizado extensamente.
El fin del siglo XIX también vio el nacimiento de la industria del vino espumoso en España con el desarrollo del cava en Cataluña, que durante el siglo XX rivalizaría con la región de Champaña en la producción mundial. Más adelante se estableció el sistema de la Denominación de Origen (DO), primero en Rioja en 1926.
Pero la industria vinícola tuvo que enfrentarse a dos nuevos desastres. La Guerra Civil condenó a la viña al abandono y una vez acabada la guerra, la Segunda Guerra Mundial supuso la paralización del mercado europeo. Ambos sucesos provocaron un nuevo y duro golpe para el sector, que solo a partir de los años cincuenta empezó a recuperar la normalidad.

### De los años 1950 alsigloXXI

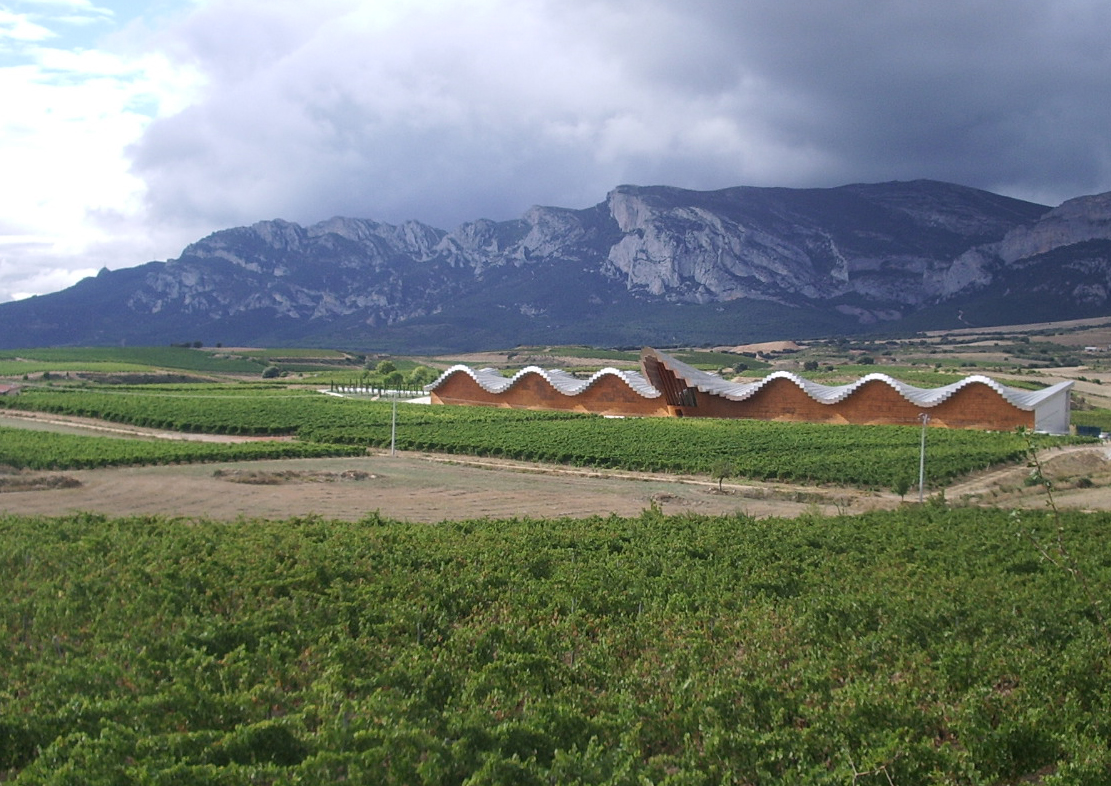
Bodega Ysios, La Guardia.

No fue hasta los años cincuenta del siglo XX cuando la estabilidad doméstica permitió el resurgimiento de la industria vinícola española. Varias cooperativas se fundaron durante estos años y en el mercado internacional vinos genéricos se vendían bajo nombres como sauternes español y chablis español. En los años sesenta, el mercado internacional de vino redescubrió el jerez y pronto apuntó la demanda de vino de Rioja. Se comienza a comercializar el vino de mesa embotellado mediante las bodegas SAVIN.
Con la transición a la democracia aumentó la libertad económica para los vinicultores y surgió un mercado doméstico con la creciente clase media. Al final de la década del setenta y los años ochenta comenzó la modernización a gran escala del sector y hubo un énfasis renovado en la producción de vino de calidad. El ingreso de España en la Unión Europea en 1986 trajo ayuda económica a las industrias rurales del vino de Galicia y La Mancha. Los años noventa vieron la influencia de vinicultores voladores extranjeros y la aceptación del uso de variedades internacionales de uva como Cabernet Sauvignon y Chardonnay. En 1996 se levantó la restricción en la irrigación, lo que le dio al vinicultor mayor control del rendimiento y áreas que podrían ser plantadas. Pronto el volumen de calidad y producción de vinos aumentó y la reputación de España a principios del siglo XXI fue la de un país productor competitivo en el mercado de vino del mundo.
En este contexto, en 2018 se lanzó una iniciativa nacional consensuada de enoturismo, pues según un estudio de los 80 millones de visitantes anuales del país, el 20% están interesados en sus vinos.

## Geografía y clima

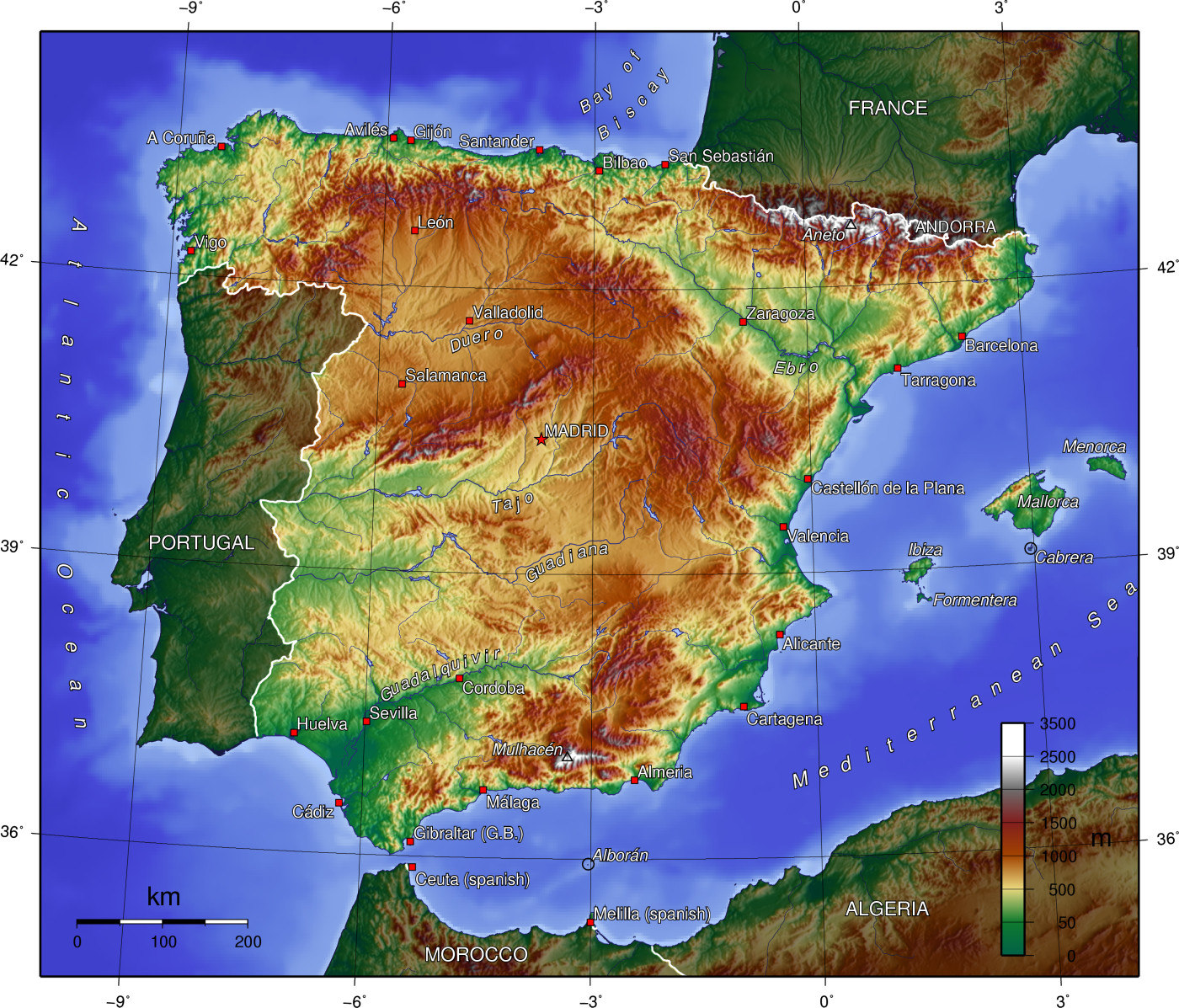
El relieve de España diferencia unas regiones vinícolas de otras.

Uno de los elementos geográficos más influyentes en la viticultura española es la vasta meseta que cubre gran parte del centro de España. De allí fluyen al mar varios de los principales ríos que constituyen el corazón de muchas regiones vinícolas españolas.
Estos ríos incluyen; el Ebro, que recorre La Rioja y varias regiones vinícolas catalanas; el Duero que fluye hacia el oeste a través de la región de la Ribera del Duero y continúa cruzando la frontera de Portugal por la región del Vale do Douro centro de la producción del vino de Oporto; el Tajo que atraviesa las regiones de Castilla-La Mancha y Extremadura; y el Guadalquivir que desemboca en el Atlántico cerca de Jerez.
Además de la Meseta Central, varias cordilleras aíslan e influyen en el clima de varias regiones vinícolas. La Cordillera Cantábrica y su continuación hacia el este, los Pirineos, protegen las regiones como Rioja de la lluvia y el fresco proveniente del Golfo de Vizcaya. La Cordillera Cantábrica actúa como una barrera contra la lluvia; así, mientras que las regiones costeras del País Vasco reciben un promedio de 1500 mm, en la región del Rioja, Haro, situada a unos 100 km de distancia, recibe solo 450 mm Igualmente, Galicia recibe 1000 mm en la costa y unos 2 mm en las montañas cercanas al límite con Castilla y León.
El clima se hace más extremo en el interior, en la Meseta Central, y se caracteriza por veranos calurosos con temperaturas que pueden alcanzar 40 °C y condiciones de sequía. Muchas regiones reciben menos 300 mm de lluvia anual, cayendo la mayor parte de la lluvia en aguaceros repentinos en primavera y otoño que pueden provocar riadas. Los inviernos en estas regiones se caracterizan por temperaturas frías, a menudo bajo cero, hasta los -22 °C. En Levante, el clima es más moderado por la influencia del Mediterráneo. En el sur, el clima de las regiones productivas de Andalucía es el más caluroso de España. Al norte de Sierra Nevada, en el Valle del Guadalquivir, las temperaturas a menudo alcanzan los 45 °C en verano. Para adaptarse a estas altas temperaturas, los viñedos se plantan en terrenos elevados, con muchas viñas situadas más 650m sobre el nivel del mar. Estas altitudes crean una gran variación diurna de la temperatura, con temperaturas bajas de noche que permiten a las uvas mantener los niveles de acidez y el colorido. Las regiones con viñas en altitudes más bajas, como el sur de la costa mediterránea, son propensas a producir uvas con altos niveles de alcohol y baja acidez.

## Clasificación
En España la categoría y la calidad de los vinos están reguladas por la Ley 24/2003 de la Viña y del Vino, que a su vez adapta el anterior estatuto del vino de 1970 a la legislación europea.
Según la ley indicada, el vino es el alimento natural obtenido exclusivamente por fermentación alcohólica, total o parcial, de uva fresca, estrujada o no, o de mosto de uva.

### Categorías de los vinos
Según la normativa europea, los vinos se clasifican en tres categorías de acuerdo a su nivel de protección geográfica y al grado de exigencia en su proceso de fabricación. En España, la primera categoría está dividida a su vez en varias subcategorías.

#### Vinos con Denominación de Origen Protegida (DOP)

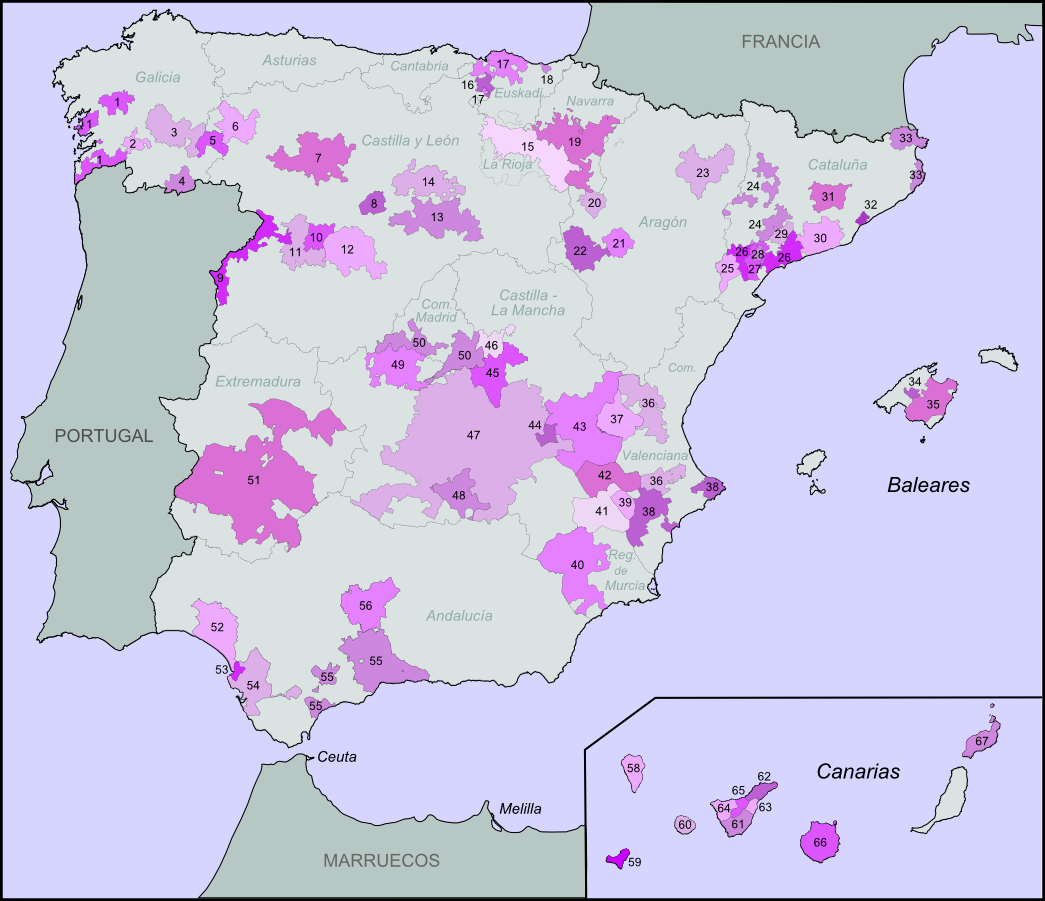
Regiones vinícolas españolas productoras de vinos con denominación de origen y denominación de origen calificada, a junio de 2009.

Los Vinos con Denominación de Origen Protegida, son vinos cuya calidad y características se deben esencialmente o exclusivamente a su origen geográfico, con sus factores humanos y culturales inherentes. Poseen una calidad, reputación u otras características específicas atribuibles a su origen geográfico. El 100% de las uvas proceden exclusivamente de la zona geográfica de producción y su elaboración tiene lugar dentro de la zona geográfica. Estos vinos, de mayor a menor calidad, se clasifican en:
- Vinos de Pagos (VP): son los originarios de un pago, entendiendo por tal el paraje o sitio rural con características propias que lo diferencian y distinguen de otros de su entorno. En caso de que la totalidad del pago se encuentre incluida en una Denominación de Origen Calificada, podrá recibir el nombre de «Pago Calificado», y los vinos producidos en él se denominarán «Vinos de Pago Calificado», siempre que acredite que cumple los requisitos exigidos a los vinos de la Denominación de Origen Calificada y se encuentre inscrito en la misma.

- Vinos con Denominación de Origen Calificada (DOCa): esta categoría está reservada a los vinos con Denominación de Origen que han alcanzado altas cotas de calidad durante un dilatado periodo de tiempo. Además de una mayor exigencia de control y calidad, deben haber transcurrido, al menos, diez años desde su reconocimiento como «Denominación de Origen» para poder obtener la categoría de «Calificada».

- Vinos con Denominación de Origen (DO): son vinos de prestigio que proceden de un área de producción delimitada y con una elaboración reglamentada por un Consejo Regulador. Deben haber transcurrido, al menos, cinco años desde su reconocimiento como «Vino de Calidad con Indicación Geográfica».

Una denominación especial es la de cava, que se utiliza para vinos espumosos y que en España tiene la consideración de una Denominación de Origen (DO) que abarca a varias regiones, con especial arraigo en Cataluña.
- Vinos de Calidad con Indicación Geográfica (VC): es el producido y elaborado en una región, comarca, localidad o lugar determinado con uvas procedentes de los mismos, cuya calidad, reputación o características se deban al medio geográfico, al factor humano o a ambos, en lo que se refiere a la producción de la uva, a la elaboración del vino o a su envejecimiento.

Están exentos de la obligación de incluir la mención geográfica los vinos españoles con las denominaciones: cava, jerez y manzanilla, al considerarse que su denominación tradicional está vinculada a un área geográfica específica.

#### Vinos de la Tierra (VdlT)

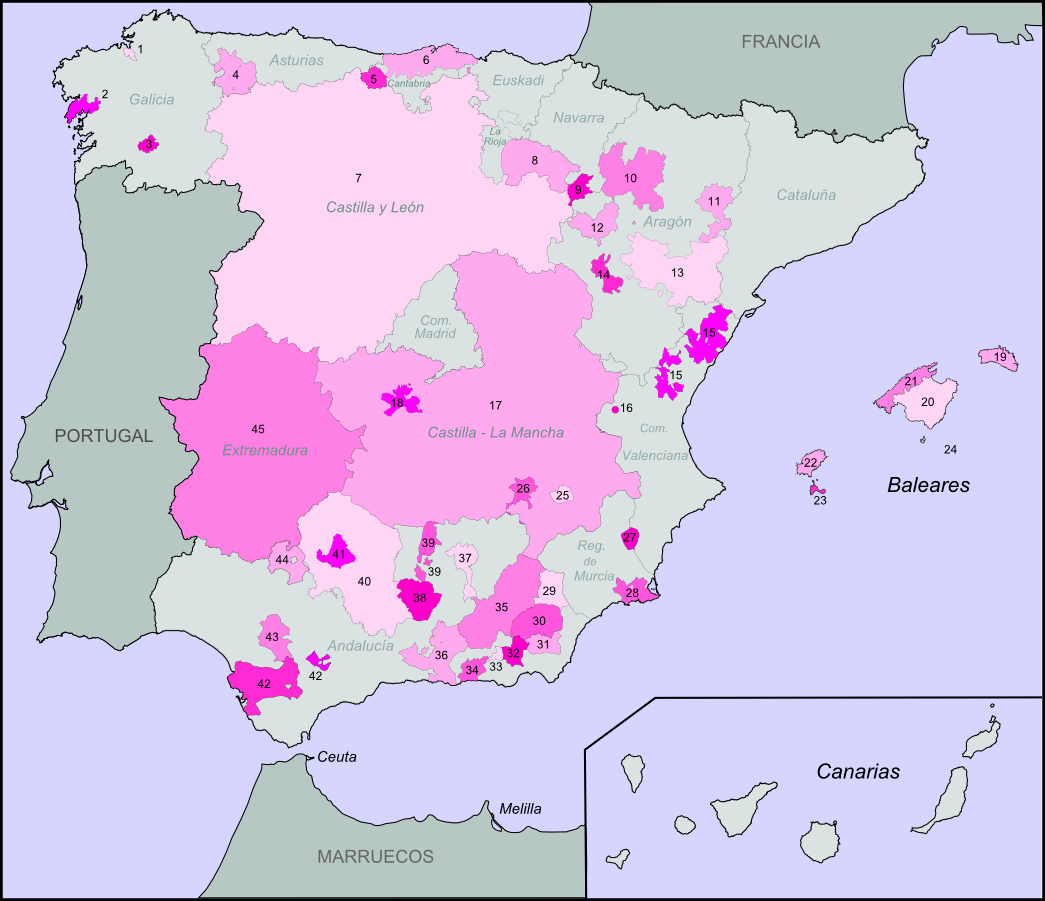
Regiones vinícolas españolas productoras de vinos con derecho a la mención tradicional Vino de la Tierra, a junio de 2009.

La legislación europea los clasifica como «Vinos con Indicación Geográfica Protegida» (IGP) y la española como «Vinos de mesa con derecho a la mención tradicional Vino de la Tierra». Son vinos procedentes y elaborados en un área geográfica delimitada, teniendo en cuenta unas determinadas condiciones ambientales y de cultivo que puedan conferir a los vinos características específicas. Poseen una calidad, reputación u otras características específicas atribuibles a su origen geográfico. Al menos el 85% de las uvas procede exclusivamente de la zona geográfica.
En otros países los vinos con Indicación Geográfica Protegida se denominan: regional wine (Reino Unido), vin de pays (Francia, Luxemburgo y la provincia italiana de Valle de Aosta), indicazione geográfica típica (Italia), vinho regional (Portugal), Landwein (Alemania) o landwijn (Países Bajos).

#### Vinos de Mesa
Los Vinos de Mesa son aquellos vinos no incluidos en ninguna zona geográfica protegida. Estos vinos no pueden hacer ninguna referencia geográfica sobre su procedencia y no tienen que cumplir las exigencias que se piden a los vinos procedentes de zonas geográficas

### Indicaciones de envejecimiento
A efectos de protección, la Ley de la Viña y el Vino establece que los vinos pueden usar ciertas denominaciones de acuerdo a las condiciones de envejecimiento. El año de la cosecha también puede figurar en la etiqueta, para lo cual es necesario que al menos el 85% del vino se haya producido en la cosecha de ese año.
- Los Vinos de la Tierra (VdlT) y los Vinos con Denominación de Origen Protegida (DOP) pueden hacer las siguientes indicaciones según sea su periodo de envejecimiento:

| Clasificación | Envejecimiento mínimo | Forma de envejecimiento                                                                                               |
| ------------- | --------------------- | --- |
| Noble         | 18 meses              | en recipiente de madera de roble (máximo 600 litros) o en botella                                                     |
| Añejo         | 24 meses              | en recipiente de madera de roble (máximo 600 litros) o en botella                                                     |
| Viejo         | 36 meses              | carácter marcadamente oxidativo debido a la acción de la luz, del oxígeno, del calor o del conjunto de estos factores |
- Además de las indicaciones anteriores, solo los «vinos tranquilos»[14] con Denominación de Origen Protegida (DOP) podrán clasificarse también en:

| Clasificación | Tintos                    | Tintos            | Blancos y rosados         | Blancos y rosados | Forma de envejecimiento                              |
| Clasificación | Periodo de envejecimiento | Tiempo en barrica | Periodo de envejecimiento | Tiempo en barrica | Forma de envejecimiento                              |
| --- | ------------------------- | ----------------- | ------------------------- | ----------------- | ---------------------------------------------------- |
| Crianza | 24 meses                  | 6 meses           | 18 meses                  | 6 meses           | al menos 6 meses en barricas                         |
| Reserva | 36 meses                  | 12 meses          | 24 meses                  | 6 meses           | en barricas el tiempo indicado y el resto en botella |
| Gran Reserva | 60 meses                  | 18 meses          | 48 meses                  | 6 meses           | en barricas el tiempo indicado y el resto en botella |
| Los periodos de envejecimiento indicados, son periodos mínimos. El periodo de envejecimiento total incluye el tiempo en barrica. La barrica debe ser de madera de roble con una capacidad máxima de 330 litros. |                           |                   |                           |                   |                                                      |
Aunque no es una clasificación oficial, coloquialmente se denomina «vino joven» al vino que no ha tenido envejecimiento o que no alcanza el periodo mínimo para considerarse crianza.
- Los «Vinos Espumosos de Calidad» (entre los que se encuentran los cavas) pueden utilizar las siguientes indicaciones:

| Clasificación     | Denominaciones                                                            | Condiciones de envejecimiento                                                  |
| ----------------- | ------------------------------------------------------------------------- | ------------------------------------------------------------------------------ |
| Premium y Reserva | Vinos espumosos con D.O.P. (incluyendo Cava)                              | a criterio del productor (para el cava, mínimo 15 meses)                       |
| Gran Reserva      | Solo vinos con D.O. Cava de las categorías brut, extra brut o brut nature | periodo mínimo de envejecimiento de 30 meses desde el tiraje hasta el degüelle |

### Etiquetado
Los vinos españoles se etiquetan de acuerdo con el tiempo que el vino ha estado envejeciendo. Así, el vino de menos de dos años suele llamarse «vino joven» o «sin crianza». El año de la cosecha también puede figurar en la etiqueta, para lo cual es necesario que al menos el 85% del vino se haya producido en la cosecha de ese año.
Además, algunos vinos españoles pueden indicar las siguientes menciones tradicionales (reguladas y protegidas por el reglamento (CE) 753/2002):
- Aloque: DO Valdepeñas.

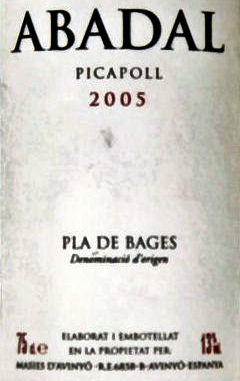
Etiqueta de la DO Pla de Bages.

- Añejo: todos lo vcprd y vinos de la tierra.
- Clásico: DD.OO de Canarias.
- Cream: DD.OO de Jerez, Manzanilla, Málaga, Montilla-Moriles y Condado de Huelva.
- Criadera: vcprd DDOO de Jerez, Manzanilla, Málaga, Montilla-Moriles y Condado de Huelva.
- Criaderas y Soleras: vcprd DD.OO de Jerez, Manzanilla, Málaga, Montilla-Moriles y Condado de Huelva.
- Dorado: vcprd de DO Málaga y DO Rueda.
- Noble: todos.
- Pajarete: vcprd DO Málaga
- Pálido: vcprd de DO Málaga, DO Condado de Huelva y DO Rueda.
- Primero de cosecha: DO Valencia.
- Rancio: todos los vcprd y vcprd.
- Raya: vcprd de la DO Montilla-Moriles.
- Sobremadre: DO Vinos de Madrid.
- Solera: vcprd de las DD.OO de Jerez, Manzanilla, Málaga, Montilla-Moriles y Condado de Huelva.
- Superior: todos los vcprd.
- Trasañejo: vcprd DO de Málaga.
- Vino maestro: vcprd DO de Málaga.
- Vendimia inicial: DO Utiel-Requena.
- Viejo: todos los vcprd, vcprd y vinos de la tierra.
- Vino de tea: DO La Palma.
- Amontillado: vlcprd de DD.OO de Jerez, Manzanilla y Montilla-Moriles.
- Chacolí/Txakolina: DD.OO del Chacolí.
- Fino: vlcprd de DD.OO de Jerez, Manzanilla y Montilla-Moriles.
- Fondillón: DO Alicante.
- Lágrima: DO Málaga.
- Oloroso: vcprd de DD.OO de Jerez, Manzanilla, Málaga y Montilla-Moriles.
- Palo Cortado: vcprd de DD.OO de Jerez, Manzanilla y Montilla-Moriles.

## Regiones vinícolas
Todas las comunidades autónomas españolas son productoras de vino, aunque casi la mitad de los viñedos se encuentran en Castilla-La Mancha —unas 540 000 ha— siendo ésta la mayor región vinícola del mundo.

## Viticultura

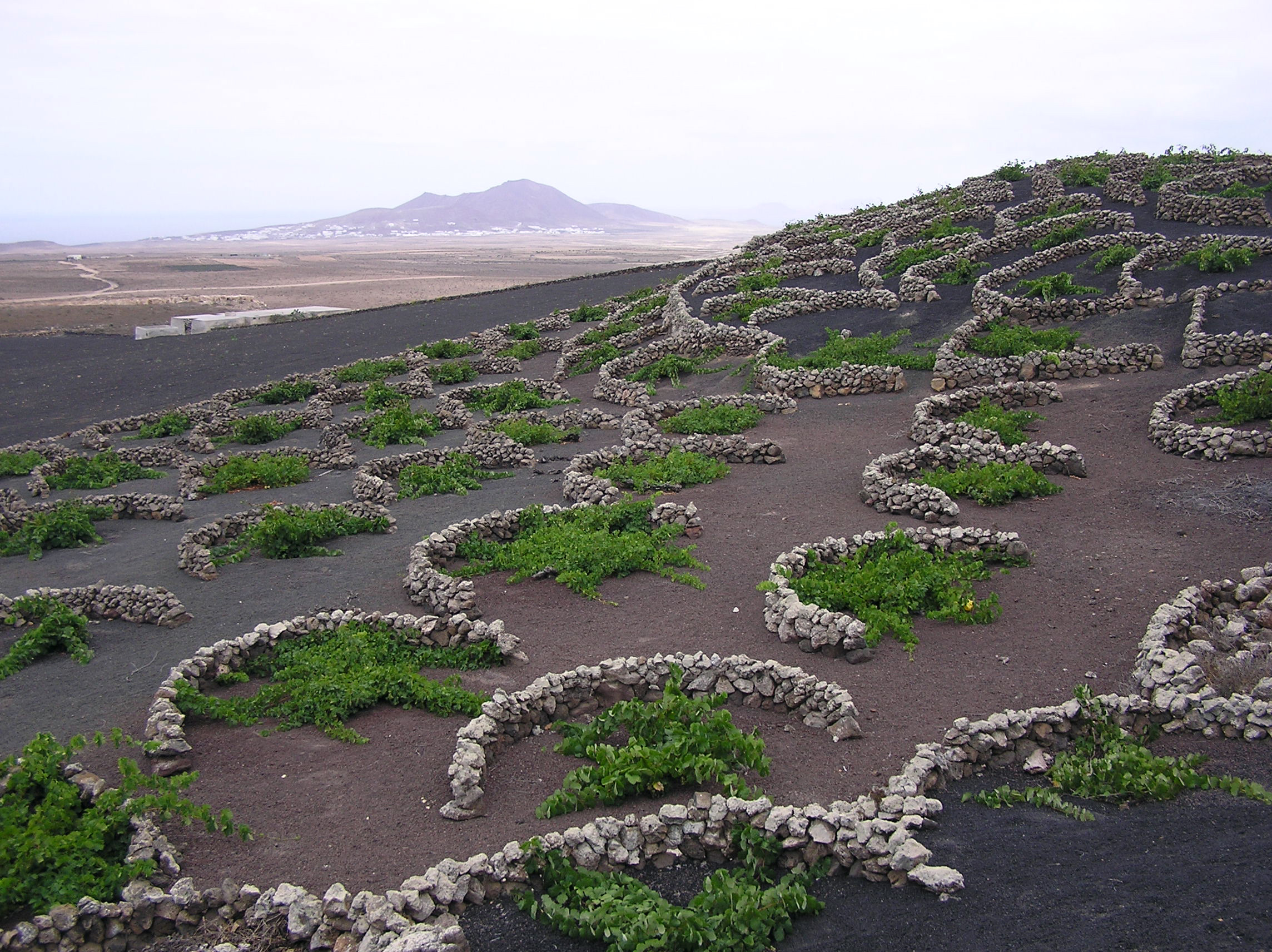
Viñedo en Lanzarote.

La viticultura en España se ha desarrollado adaptándose a su clima variado y extremo. El clima seco en muchas partes de España reduce la amenaza de peligros comunes de la vid como mildiu, oidio o botrytis cinerea. En estas partes, la amenaza de la sequía y la infertilidad de la tierra ha inclinado a los propietarios de viñas a plantar las vides espaciadas, para que haya menos competición entre vides por los recursos. Un sistema extensamente adoptado es conocido como macro verdadero e implica tener 2,5 m de espacio entre vides en todas las direcciones. Estas áreas, en su mayor parte del sur y el centro, tienen algunas de las densidades más bajas del mundo, a menudo entre 900-1600 vides/ha. Esto es menos que 1/8 de la densidad de vid encontrada comúnmente en otras regiones vinícolas como Burdeos y Borgoña. Además, muchos viñedos españoles son varias décadas viejos, que producen un menor rendimiento. En la región de Jumilla de Murcia, por ejemplo, los rendimientos son a menudo menos de 20 hl/ha.

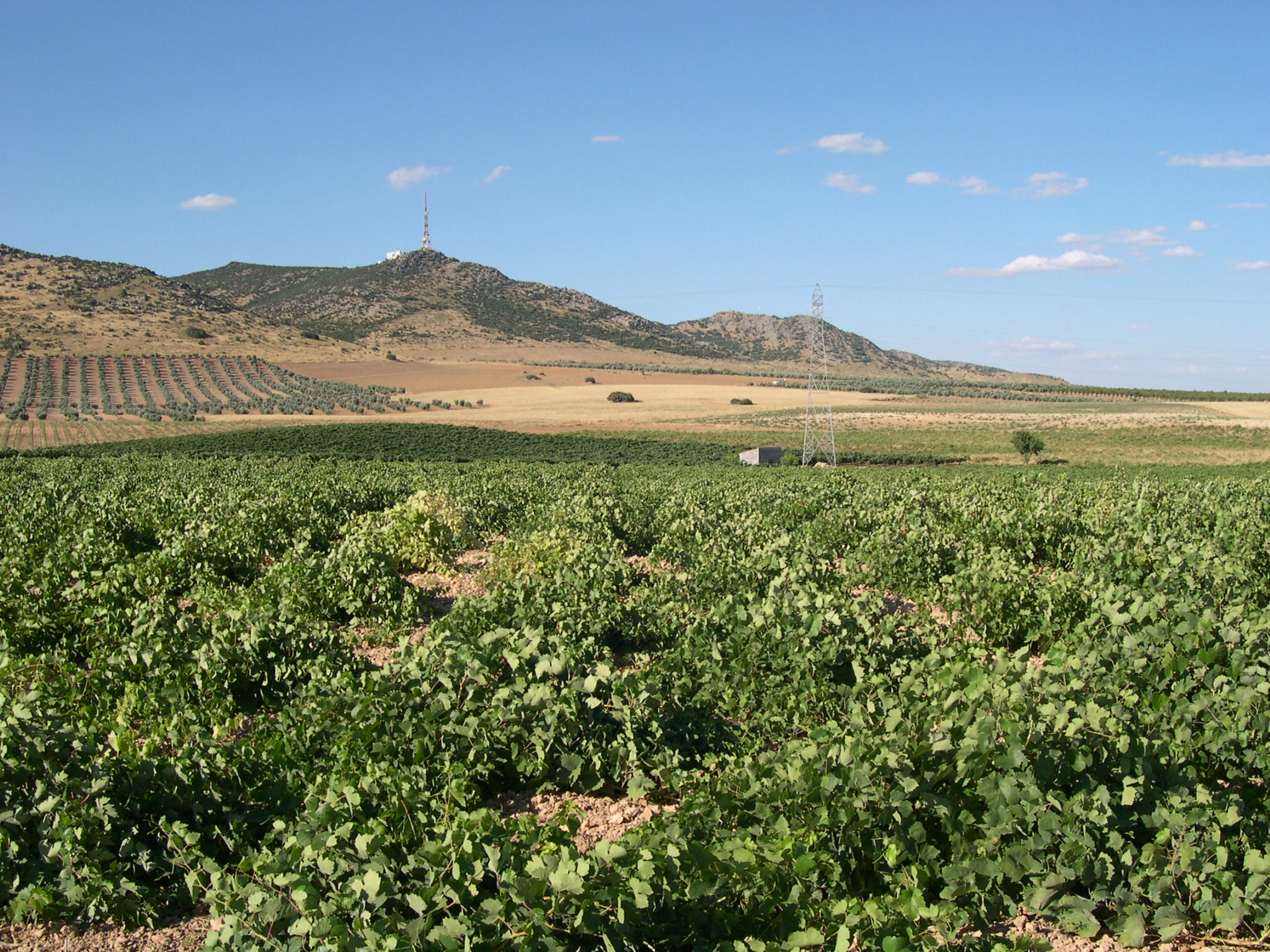
Viñedo en La Mancha.

En los años noventa, el uso del riego llegó a ser más popular después de las sequías de 1994 y 1995, que redujeron severamente la cosecha en esos años. En 1996, la irrigación fue legalizada en todas las zonas vinícolas, con muchas regiones adoptándose rápidamente a la práctica. El extendido uso de la irrigación ha favorecido una densidad más alta de plantas de vid y ha contribuido a rendimientos más altos en algunas.
Mientras que tradicionalmente se cosechaba a mano, la modernización de la industria española del vino ha producido un incremento de la vendimia mecánica. Antiguamente, la vendimia se realizaba a primeras horas de la mañana, debido al calor abrasador. En los últimos años se cosecha durante la noche, cuando las temperaturas son más frescas.

## Variedades viníferas

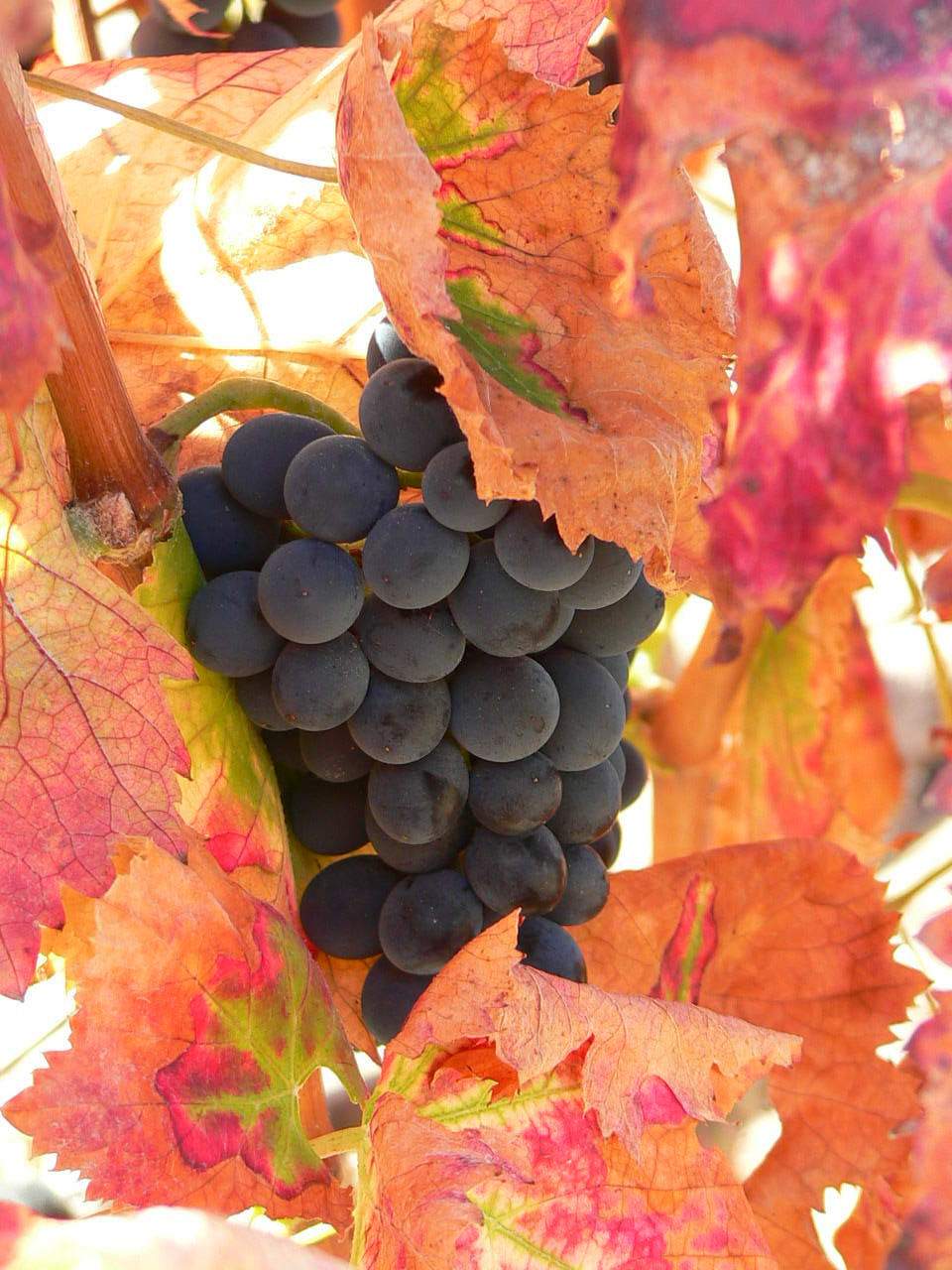
Racimo de Tintilla.

Algunos registros estiman que son más de 600 las variedades de uva plantadas a través de toda España, si bien, solo 20 variedades concentran el 80% de la producción de vino del país.
La uva más extensamente plantada es la variedad blanca Airén, que era muy apreciada por su vigor y resistencia. La Airén se encuentra sobre todo en la España central y sirvió durante muchos años como la base para el aguardiente español. Los vinos elaborados con esta uva pueden ser muy alcohólicos y con tendencia a la oxidación.
La uva tinta tempranillo es la segunda variedad más extensamente plantada, eclipsando recientemente a la Garnacha en 2004. Es conocida a través de España bajo una variedad de sinónimos que pueden aparecer en las etiquetas de vino como Tinto Fino, Tinta del País, Cencibel, y Ull de llebre. Tanto Tempranillo como Garnacha son utilizadas para hacer tintos de mucho cuerpo asociados con el Rioja, Ribera Duero y Penedès. La Garnacha es además la principal uva de la comarca de El Priorato. En la región de Levante, Monastrell y Bobal tienen plantas significativas, para ser utilizadas para ambos vinos grana y rosado seco.
En el noroeste, las variedades blancas de vino de Albariño y Verdejo son uvas populares en las Rías Bajas y Rueda respectivamente. El Cava producido en las regiones de Cataluña y otras partes de España, se elabora principalmente con uvas de Macabeo, Parellada y Charelo, también usadas para la producción de vinos blancos. En el sur, las principales uvas son Palomino y Pedro Ximénez.
Con la modernización de la industria vinícola española se ha incrementado la presencia de variedades internacionales, que aparecen tanto en mezclas como en producción varietal. En particular, Cabernet Sauvignon, Chardonnay, Syrah y Sauvignon blanc. Otras variedades españolas cultivadas de forma significativa incluyen Cariñena, Godello, Graciano, Mencía, Loureira y Treixadura.

## Comercialización
La comercialización de vino es una importante actividad económica en España, lo que ha dado lugar a la creación de instituciones para su apoyo, como el Observatorio Español del Mercado del Vino (OEMV).
| País           | Miles de euros | Total (%) |
| Alemania       | 309 098,36     | 20,23     |
| Reino Unido    | 279 804,78     | 18,32     |
| Estados Unidos | 145 398,77     | 9,52      |
| Francia        | 127 198,03     | 8,33      |
| -------------- | -------------- | --------- |